# Кензарь (Тамбовская область)
Кензарь — упразднённый в 1976 году посёлок в Тамбовской области. Вошёл в состав посёлка Сатинка, административного центра Сампурского района и Сатинского сельсовета. В настоящее время район улиц Молодёжная, Гоголя, Лермонтова, Пушкина, Вавилова посёлка Сатинка.

## География
Находился на юге центральной части региона, в лесостепной зоне, в пределах Окско-Донской низменной равнины, у реки Сухой Кензарь, примерно в 45 км к юго-востоку от Тамбова.

### Климат
Климат умеренно континентальный, относительно сухой. Средняя температура воздуха самого холодного месяца (января) — −11,5 — −10,5 °C (абсолютный минимум — −39 °C); самого тёплого месяца (июля) — 19,5 — 20,5 °C (абсолютный максимум — 40 °С). Среднегодовое количество атмосферных осадков варьирует в пределах от 400 до 650 мм. Продолжительность залегания снежного покрова составляет в среднем 145 дней.

## История
Упоминается в ревизской сказке 1745 года как деревня. Принадлежала она отставному вахмистру Александру Осиповичу Сухотину (крепостных душ — 43, переведенные из села Коптево Тамбовского уезда, в их числе: Иванов Онуфрий, Ларионов Никита, Панкратов Михаил). В период 5-й ревизии 1795 года Кензарь по-прежнему населен крепостными крестьянами помещичьей семьи Сухотиных (Петра, Ивана, Марии), которые в совокупности имели: мужского пола — 254, женского пола — 314 человек.
По документам ревизской сказки 1834 года хозяином деревни числился Александр Викторович Михайлов. В это время крепостных помещика насчитывалось: мужского пола — 200, женского пола — 169. Поселение называлось деревней Кензарь-Сатина.
В 1932 году — 157 жителей. Посёлок относился к Дмитриевскому сельскому совету Сампурского района.
Решением исполкома областного Совета от 17 сентября 1976 года № 407 исключён из перечня населённых пунктов.